# Companiganj (Noakhali)
Companiganj è un sottodistretto (upazila) del Bangladesh situato nel distretto di Noakhali, divisione di Chittagong. Si estende su una superficie di 380,33 km² e conta una popolazione di 279.870 abitanti (dato censimento 1991).